# Elard von Löwenstern
Elard Baron von Löwenstern (* 30. August 1886 in Bischdorf; † 21. Dezember 1945 im Speziallager Hohenschönhausen) war ein deutscher Offizier, zuletzt Generalmajor der Luftwaffe im Zweiten Weltkrieg.

## Leben

### Familie
Er entstammte dem baltischen Adelsgeschlecht der Barone von Löwenstern und heiratete am 21. April 1931 in Hamburg Therese Schillmann. Sie war die Tochter des Kaufmanns und Handelsrichters Karl J. Schillmann und dessen Ehefrau Maria Merks. Die Ehe blieb kinderlos.

### Militärkarriere
Löwenstern trat am 18. November 1905 als Fähnrich in das Ulanen-Regiment „Kaiser Alexander III. von Rußland“ (Westpreußisches) Nr. 1 der Preußischen Armee in Militsch ein. Nach dem erfolgreichen Besuch der Kriegsschule wurde er am 18. August 1906 zum Leutnant befördert und absolvierte kurz darauf bis Anfang Februar 1907 die Offizier-Reitschule in Paderborn. Löwenstern versah darauf seinen Dienst bei der 5. Eskadron. Ab 19. April 1913 ließ er sich in Posen zum Flugzeugbeobachter ausbilden.
Mit Ausbruch des Ersten Weltkriegs wurde er als Beobachter zur Feldflieger-Abteilung 15 der Fliegertruppe versetzt, die in Königsberg stationiert war. Der Einsatz erfolgte an der Ostfront. Dort wurde Löwenstern am 28. November 1914 zum Oberleutnant und am 22. März 1916 zum Rittmeister befördert. Vom 2. November 1916 bis zum 1. März 1917 war er Leiter einer Schule für Beobachter. Im Anschluss wurde er Führer der Flieger-Abteilung 254, die in Frankreich im Einsatz war. Vom 6. Juli 1918 bis zum 8. Oktober 1918 führte er die Flieger-Abteilung 270 LB, die zur Aufklärung eingesetzt wurde. Am 9. Oktober 1918 wurde er zum Bombengeschwaders der Obersten Heeresleitung 7 (Bogohl 7) kommandiert, der er über das Kriegsende hinaus bis April 1919 angehörte.
Von Löwenstern diente dann bis Mitte Juli 1919 als Kommandant der Fliegerstation Altenburg und anschließend in gleicher Funktion bei der Fliegerstation Halle (Saale). Da Deutschland durch den Friedensvertrag von Versailles jegliche Luftstreitkräfte verboten wurden, war von Löwenstern ab 26. August 1919 mit der Demobilisierung des Flugplatzes Braunschweig beauftragt und schied am 31. März 1920 aus dem aktiven Militärdienst. 
Im Geheimen arbeitete er während der Weimarer Republik am Aufbau einer Luftwaffe, die es offiziell erst ab dem 31. März 1935 gab. Am 20. März 1934 wurde von Löwenstern Referent im Luftschutzamt/Abteilung III des Reichsluftfahrtministeriums, die für Ausbildung zuständig war. Am 1. Oktober 1934 wurde er zum Fliegerkommandanten ernannt. Das entsprach dem Major. Militärische Dienstgrade wurden im Luftfahrtamt nicht verwendet. Am 1. Oktober 1935 wurde er offiziell zum Major befördert. Ab Juli 1936 diente er im Generalstab der Luftwaffe, zuständig für Aufklärung und wurde am 1. April 1938 zum Oberstleutnant befördert.
Nach dem Beginn des Zweiten Weltkriegs war Löwenstein kurzzeitig vom 11. September bis 1. November 1939 Kommandant des Fliegerhorstes Großenhain. Abschließend diente er als Ic im Stab der Luftflotte 2 bei der Heeresgruppe B. In gleicher Funktion wurde von Löwenstern am 21. September 1940 in den Generalstab des IV. Fliegerkorps versetzt und wenig später zum Oberst befördert. Es folgten weitere Stabsverwendungen, bis er am 1. Oktober 1944 als Generalmajor in die Führerreserve versetzt und schließlich am 31. März 1945 aus dem Militärdienst verabschiedet wurde.
Im Mai 1945 geriet er in sowjetische Kriegsgefangenschaft, in der von Löwenstern am 21. Dezember 1945 im Speziallager 3 in Hohenschönhausen verstarb.

## Werke
Von Löwenstern war auch Autor diverser Bücher:
- Die Fliegersichterkundung im Weltkriege. Bernard & Graefe, Berlin 1937.
- Der Frontflieger. Bernard & Graefe, Berlin 1937 (Digitalisat).
- Eine falsche englische Rechnung. Bernard & Graefe, Berlin 1938.
- Tarnung und Täuschung. Bernard & Graefe, Berlin 1938.
- Mobilmachung, Aufmarsch und Einsatz der deutschen Luftstreitkräfte im August 1914. E.S. Mittler & Sohn, Berlin 1939, (Co-Autor Friedrich Bertkau).
- Luftwaffe über dem Feind. Limpert 1941.